# Iraniobia mesopsera
Iraniobia mesopsera är en insektsart som beskrevs av Bei-bienko 1954. Iraniobia mesopsera ingår i släktet Iraniobia och familjen Dericorythidae. Inga underarter finns listade i Catalogue of Life.